# David Gallagher

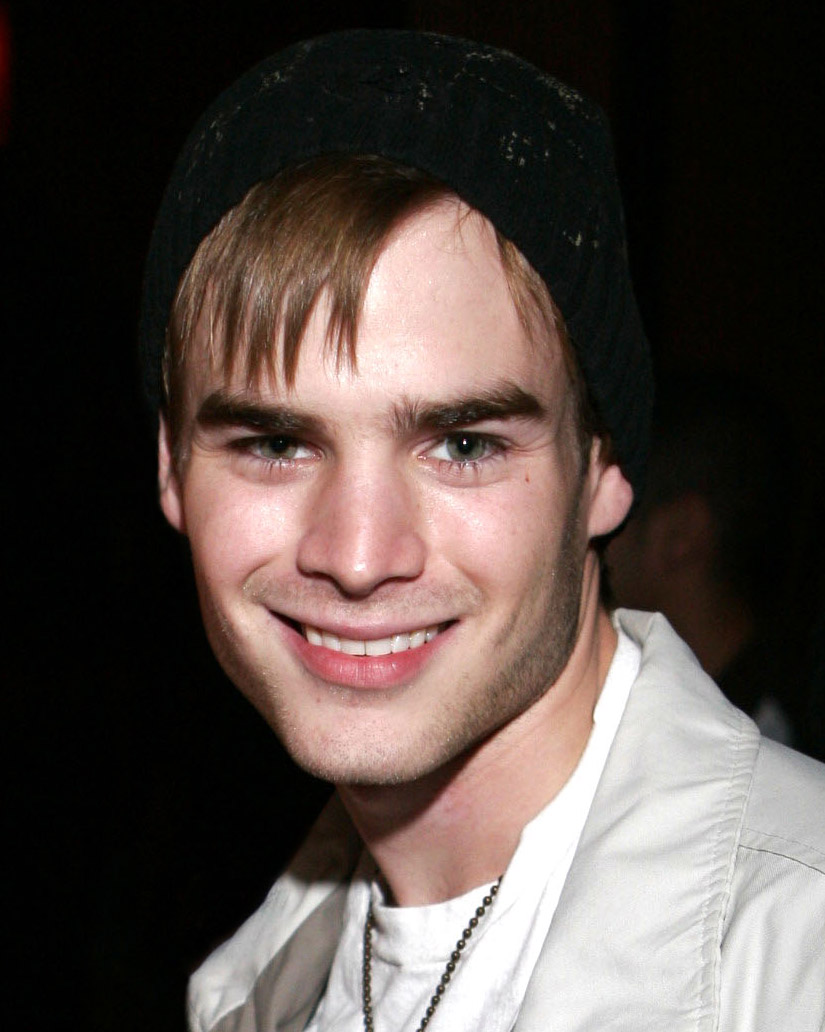
David Gallagher im Januar 2007

David Lee Gallagher (* 9. Februar 1985 in  College Point, New York) ist ein US-amerikanischer Filmschauspieler.
Sein Vater Vince ist ein irischstämmiger Amerikaner, seine Mutter Elena ist Kubanerin.

## Leben
Mit zwei Jahren war er erstmals als Model in der Werbung zu sehen. Dies führte zu weiteren Engagements, wie bei Disney und Burger King. 1993 hatte Gallagher seine erste Rolle im Film Kuck mal, wer da jetzt spricht neben John Travolta. Nach einigen weiteren Auftritten in Filmen und im Fernsehen konnte er 1996 in Phenomenon, als er erneut mit Travolta spielte, einen weiteren Erfolg feiern.
1996 bekam Gallagher die Rolle des Simon Camden in der Serie Eine himmlische Familie (7th Heaven), welche sowohl in den USA als auch in Europa ein großer Erfolg war. Von 1996 bis 2003 war Gallagher in allen Folgen vertreten, ab 2003 hatte er zahlreiche Gastauftritte, in der 11. und letzten Staffel war er nicht mehr vertreten.
David Gallagher unterstützt verschiedene karitative Organisationen, insbesondere als aktiver Unterstützer und Sprecher von Cure Autism Now, eine Teilorganisation von Autism Speaks. Inspiriert wurde er dazu durch seinen Bruder Killian, bei dem eine Autismus-Spektrum-Störung diagnostiziert wurde.

## Filmografie (Auswahl)
Filme und Serien
- 1993: Kuck mal, wer da jetzt spricht (Look Who’s Talking Now)
- 1995: Love and Terror (It Was Him or Us)
- 1996: Sommer der Angst (Summer of Fear)
- 1996: Flucht aus Atlantis (Bermuda Triangle)
- 1996: Phenomenon – Das Unmögliche wird wahr (Phenomenon)
- 1996–2006: Eine himmlische Familie (7th Heaven)
- 1997: Walker, Texas Ranger
- 1997: Ein Engel spielt falsch (Angels in the Endzone)
- 1998: Richie Rich’s Christmas Wish
- 1999: Rocket Power
- 2000: Spin und Marty: Unter Verdacht (The New Adventures of Spin and Marty: Suspect Behavior)
- 2001: Little Secrets
- 2003: Kart Racer
- 2005: The Quiet – Kannst du ein Geheimnis für dich behalten? (The Quiet)
- 2006, 2009: Numbers – Die Logik des Verbrechens (Numb3rs, 3 Episoden)
- 2007: Das Bildnis des Dorian Gray (The Picture of Dorian Gray)
- 2008: Boogeyman 2 – Wenn die Nacht Dein Feind wird
- 2008: CSI: Miami
- 2008: Bones – Die Knochenjägerin (Bones)(Episode 4x07)
- 2009: Smallville (Episode 9x08)
- 2010: The Deep End
- 2011: Super 8
- 2011: Vampire Diaries (The Vampire Diaries)
- 2012: Criminal Minds (Episode 8x08)
- 2012: CSI: NY (Episode 10x18)
- 2012: CSI: Vegas (Episode 12x13)
- 2013: Scared of the Dark
- 2017: Das Baby meiner toten Freundin

Videospiele (Sprechrolle)
- 2002: Kingdom Hearts (Riku)
- 2005: Kingdom Hearts II (Riku)
- 2007: Kingdom Hearts Re: Chain of Memories (Riku)
- 2009: Kingdom Hearts 358/2 Days (Riku)
- 2010: Kingdom Hearts Birth by Sleep (Riku, Young Xehanort)
- 2011: Kingdom Hearts Re: coded (Riku)
- 2012: Kingdom Hearts 3D: Dream Drop Distance (Riku)
- 2019: Kingdom Hearts III (Riku)